# Stenotrophomonas
Stenotrophomonas é um gênero de bactérias bacilares, gram negativas, aeróbicas, não fermentadoras, que crescem bem em ágar MacConkey. Possuem espécies que são comuns no solo, água e plantas e uma espécie que causa infecção oportunista em seres humanos (Stenotrophomonas maltophilia).

## Patologia
Era classificada antigamente como Pseudomonas, e assim como a Pseudomonas aeruginosa também causa infecção respiratória em ambientes hospitalares, difícil de tratar, frequentemente associada ao uso de sondas e mais comum em pacientes com diabetes e fibrose cística e imunodeprimidos. Suas múltiplas resistências o tornam extremamente difícil de erradicar do ambiente. Possui baixa virulência e nenhum potencial invasivo.
Era sensível a tratamento com trimetoprim e ticarcilina, mas casos de resistência já foram relatados.